# Землетрясение у Алеутских островов (1946)

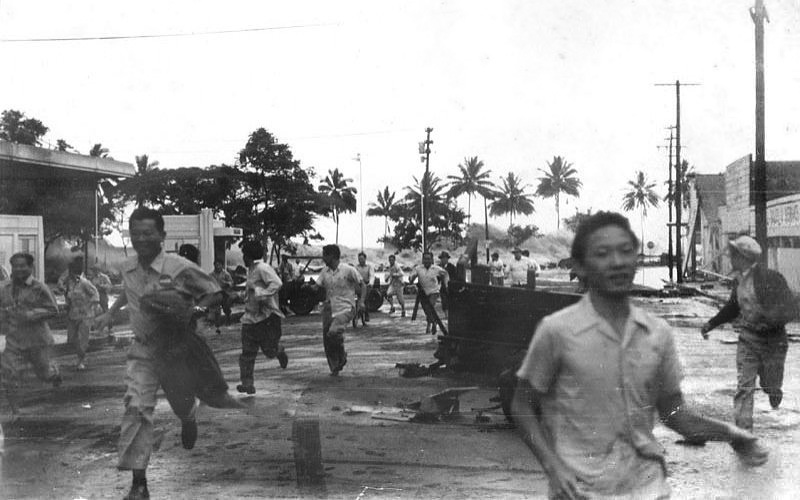
Цунами обрушивается на город Хило, Гавайи

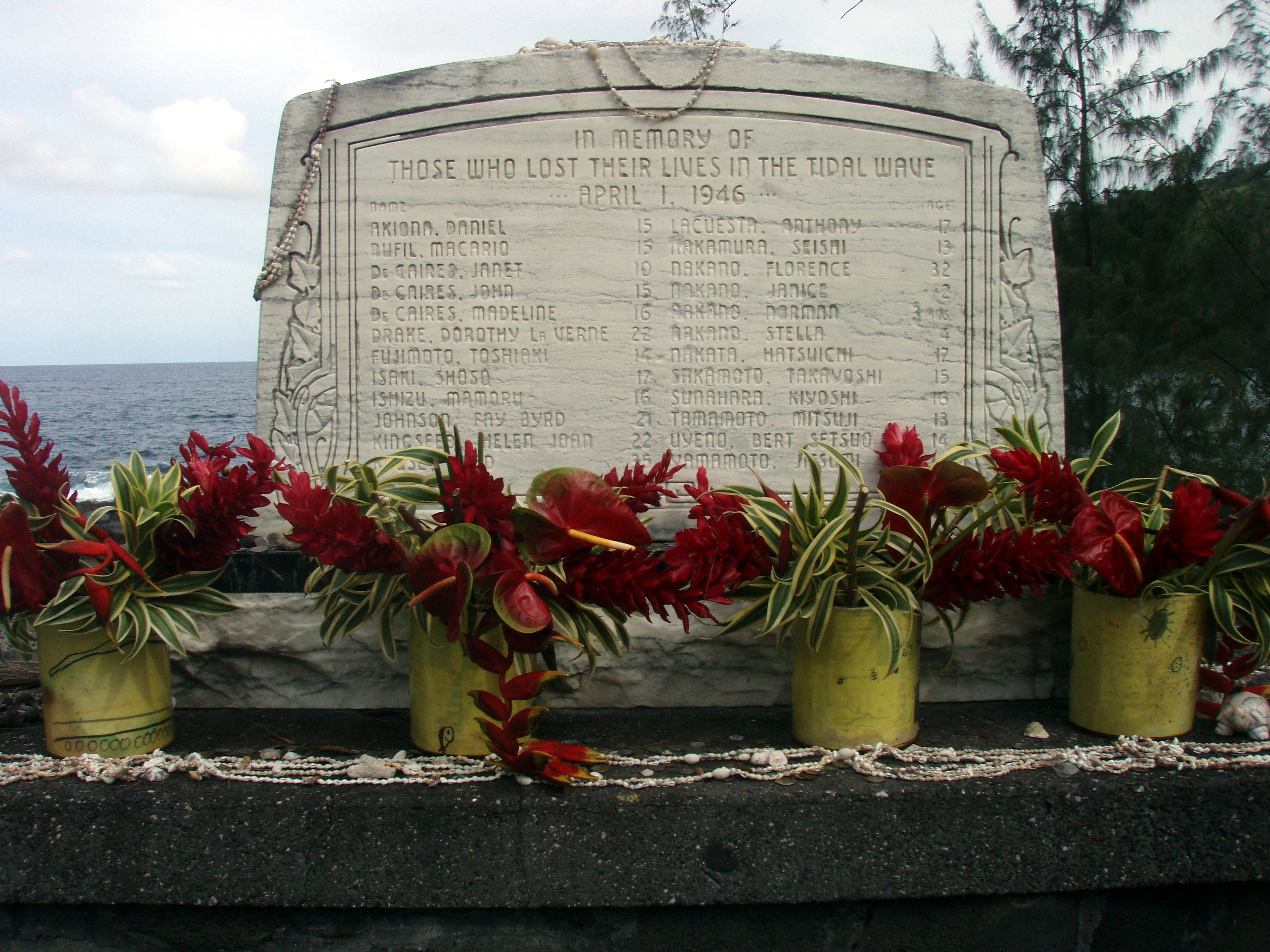
Мемориал погибшим от цунами в Лаупахоехое, Гавайи

Землетрясение у Алеутских островов произошло в 12 часов 28 минут 56 секунд (UTC) 1 апреля 1946 года (01:29 1 апреля по местному времени). Эпицентр располагался примерно в 150 километрах южнее острова Унимак на глубине 25 километров. Магнитуда толчков составила 7,2—8,6 по шкале Канамори. Землетрясение вызвало цунами, максимальная высота волн доходила до 35 метров. В результате погибли 165 человек (159 на Гавайях и 6 на Аляске), экономический ущерб составил 26,26 миллионов долларов, в том числе был полностью стёрт с лица земли маяк англ. Scotch Cap Light (конструкция из усиленного железобетона, высота основания находилась в 30 метрах над уровнем моря), погибли все пять человек, обслуживавших его в тот день. Гигантская волна спустя 4 часа 30 минут после толчков достигла гавайского острова Кауаи, а спустя ещё 25 минут обрушилась на город Хило шестью-семью волнами с максимальной высотой до 8,1 метра, и на населённый пункт Лаупахоехое, где большинством погибших стали дети.
Если бы в то время существовала система предупреждения о цунами, то у гавайцев было бы достаточно времени спастись. Именно эта катастрофа послужила причиной создания Тихоокеанского центра предупреждения о цунами, который заработал в 1949 году под управлением Национального управления океанических и атмосферных исследований (США), его штаб-квартира расположена в Эуа-Бич на Гавайях.